# Палаццо Дукале (Мантуя)
Палаццо Дукале, «Герцогский дворец» (итал. Il Palazzo Ducale di Mantova) — комплекс сооружений в Мантуе (Италия), построенный в 1290—1708 годы в качестве резиденции герцогов Гонзага, правивших в герцогстве Мантуя. Здания комплекса связаны между собой коридорами и галереями, украшены внутренними двориками и садами. Весь комплекс включает около 500 комнат, общая площадь 34 тыс. м2. Ныне музей. 

## История
Самые древние части дворца — Палаццо дель Капитано («Дворец капитана», итал. Palazzo del Capitano), построенная в начале XIV столетия капитаном народа Гвидо Бонакольси (итал. Guido Bonacolsi), чья семья управляла Мантуей с 1271 до 1328 года, и Манья Домус («Большой дом», итал. Magna Domus). В конце этого же столетия Бартолино из Новары (итал. Bartolino da Novara) построил замок Сан-Джорджо.
В следующем веке Лукой Фанчелли был закончен Домус Нова («Новый дом», итал. Domus Nova). Он также построил Корте Нуова («Новый двор», итал. Corte Nuova) и герцогские апартаменты с известным циклом фресок Джулио Романо. В XVI веке архитектором Джованни Батиста Бертрани (итал. Giovanni Battista Bertani, 1516-1576) построена Базилика св. Барбары (итал. Basilica Palatina di Santa Barbara). В XVI-XVII века Антонио Мария Виани (итал. Antonio Maria Viani, 1555-1629) построил комнаты для герцога Винченцо I и т.н. «зал метаморфоз» (итал. Sale delle Metamorfosi) и лоджию Элеоноры (итал. Loggia di Eleonora).
Во дворце жили и творили многие известные итальянские деятели искусства: Леонардо да Винчи, Донателло, Андреа Мантенья, Джулио Романо, Пизанелло, Леон Батиста Альберти…
Герцоги Гонзага жили во дворце с 1328 по 1707 год, затем династия угасла. Впоследствии здание сильно запустело, в XX веке оно было отреставрировано и получило статус музея.

## Описание дворца
Вход во дворец находится на площади Сорделло (итал. Sordello), к которой примыкают Палаццо дель Капитано и Манья Домус. Большая лестница («Лестница герцогинь», итал. Scalone delle Duchesse), построенная в XVII веке и отремонтированная в 1779 году Паоло Поццо (итал. Paolo Pozzo, 1741—1803), ведёт к комнате Мороне, названной так в честь картины Доменико Мороне «Падение Бонакольси» (1494).
В Палаццо дель Капитано находятся незаконченные фрески Пизанелло, созданные им после 1433 года. Фрески изображают сцены из легенд о короле Артуре и рыцарях Круглого стола.
В 1778 году Джузеппе Пьермарини построил Галерею Нуова («Новая галерея», итал. Galleria Nuova) — коридор, соединявший Палаццо дель Капитано с апартаментами герцога. В галерее находятся несколько алтарей начала XVI — конца XVIII века Франческо Боргани (Francesco Borgani), Карло Бонони (Carlo Bononi), Спраньолетто (Spagnoletto) и др.
Галерея заканчивается большим залом Сала дельи Арчери («Зал лучников», итал. Sala degli Arcieri). Зал известен огромным портретом семьи Гонзага, написанным Рубенсом (1605). Первоначально он был частью триптиха церкви Св. Троицы в Мантуе и изображал семью Гонзага, поклоняющуюся святой Троице.
Далее следует Галерея дельи Спекки («Галерея зеркал», итал. Galleria degli Specchi) — лоджия герцога Винченцо I, построенная в 1773—79 годы в неоклассическом стиле. Свод галереи покрыт фресками учеников Гвидо Рени.
Одним из шедевров дворца считаются фрески Андреа Мантеньи в Камере дельи Спози («Комната супругов», итал. Camera degli Sposi), расположенной в замке Сан-Джорджо. Фрески написаны в 1465—1474 годы и изображают членов семьи Гонзага и их придворных.